# Domitien Ndayizeye

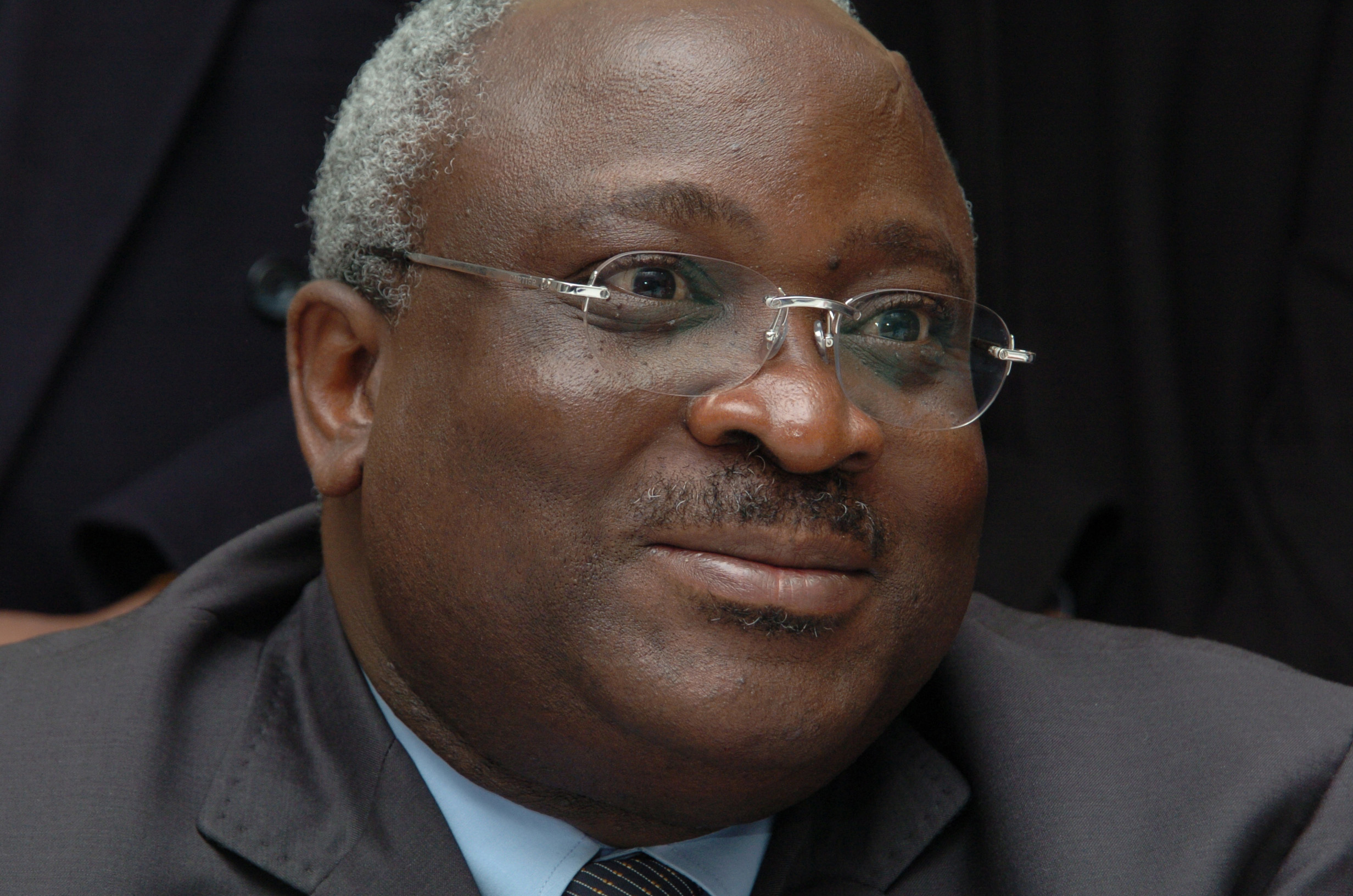
Domitien Ndayizeye, 2004

Domitien Ndayizeye (* 2. Mai 1953 in Murago) war von 2003 bis 2005 Staatspräsident von Burundi.
Domitien Ndayizeye wurde als Mitglied der Hutu-Mehrheit schon in jungen Jahren mit der Unterdrückung seitens der Tutsi konfrontiert. Dieser Umstand ließ ihn schon früh politisch aktiv werden. 1982 ging er ins Exil nach Belgien und schloss ein Studium der Ingenieurwissenschaften ab.
Anschließend ging er nach Ruanda und kehrte 1993, erst kurz nach der Wahl des ersten demokratisch gewählten Hutu-Präsidenten Melchior Ndadaye, in seine Heimat zurück. Dessen Ermordung im selben Jahr führte zu einem Bürgerkrieg, der Hunderttausende von Menschen das Leben kostete und in einem Völkermord resultierte.
1995/96 wurde er inhaftiert, anschließend zum Ständigen Sekretär seiner Partei, der Front pour la democratie au Burundi, gewählt. Entsprechend dem in Arusha 2000 unterzeichneten Friedensvertrag wurde der Tutsi Pierre Buyoya als Präsident und Ndayizeye als Vizepräsident einer Übergangsregierung 2001 eingesetzt. Vereinbarungsgemäß machte Buyoya nach 18 Monaten den Platz für Ndayizeye frei. Er wurde am 30. April 2003 zum Präsidenten Burundis vereidigt.
Seine dringendsten Ziele waren die Stabilisierung des Landes und die Befriedung der beiden verfeindeten Ethnien der Hutu und Tutsi.
2005 wurde er durch Pierre Nkurunziza abgelöst.